# Mae Busch

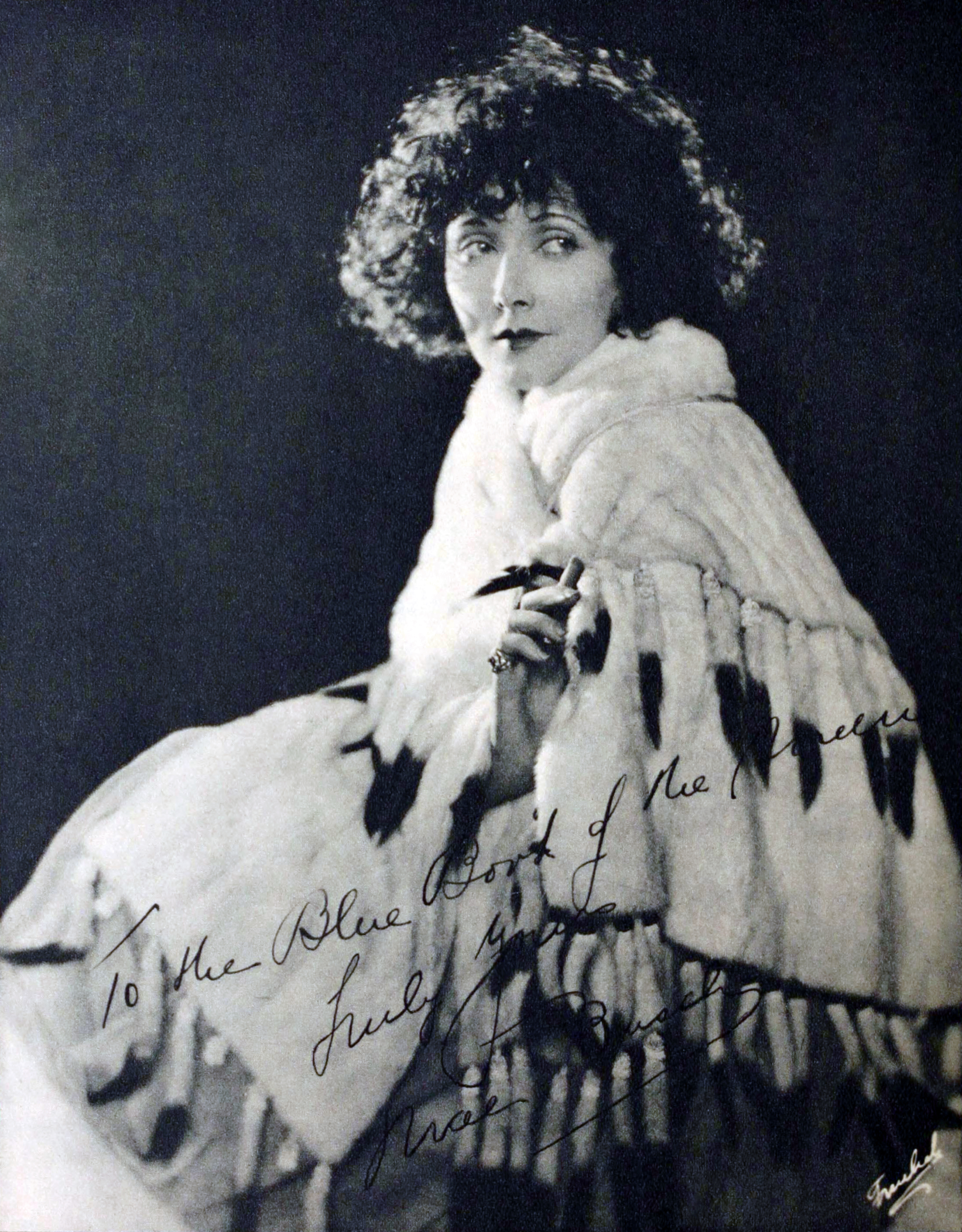
Mae Busch (1923)

Annie Mae Busch (* 18. Juni 1891 in Melbourne, Australien; † 20. April 1946 in Hollywood, Kalifornien) war eine australische Filmschauspielerin, die nach ersten Bühnenauftritten und im Vaudeville sowohl in Stummfilmen wie auch in Tonfilmen auftrat. Bekannt wurde sie vor allem als zänkische Ehefrau von Oliver Hardy in zahlreichen Filmen von Laurel und Hardy.

## Leben
Mae Busch war die Tochter eines Dirigenten und einer Opernsängerin. 1900 zog ihre Familie in die Vereinigten Staaten, dort besuchte sie in Madison, New Jersey eine Klosterschule. 

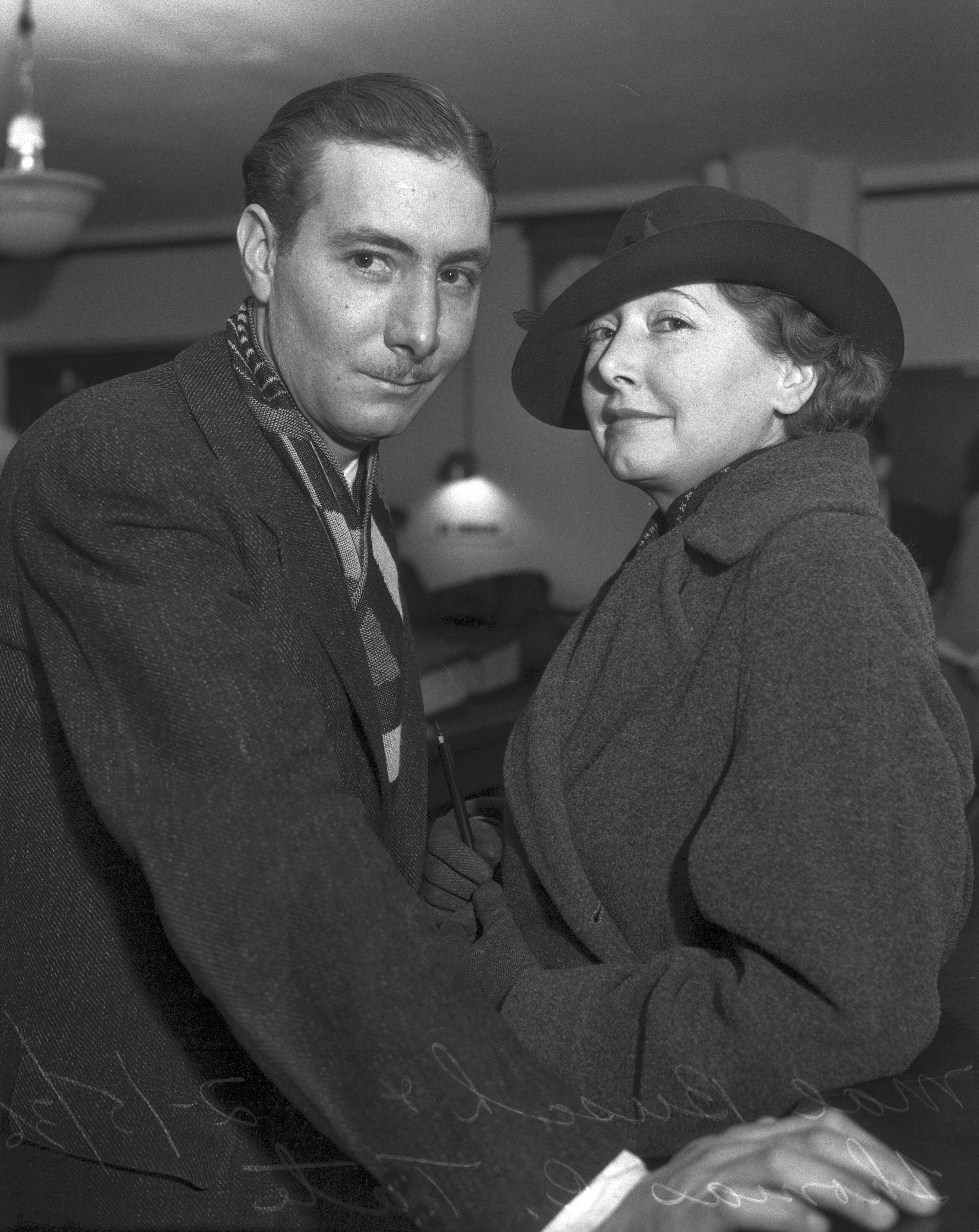
Busch mit ihrem Ehemann Thomas C. Tate (1936)

Die beiden ersten Rollen im Film erhielt sie im Jahre 1912 in den Produktionen The Agitator und The Water Nymph. Der 1922 erschienene Stummfilm Törichte Frauen von und mit Erich von Stroheim machte sie auch international bekannt. Auf dem Höhepunkt ihrer Karriere wurde Busch als der „vielseitige Vamp“ bezeichnet. Nach einigen Jahren Pause kehrte Busch zurück, um die Filme Masquerade in Mexico und Stork Club zu drehen. Insgesamt trat sie in etwa 130 Filmen auf.
Sie arbeitete später auch als Komikerin für die Keystone Studios und trat in 13 Filmen gemeinsam mit dem Komikerduo Stan Laurel und Oliver Hardy auf. Sie spielte häufig die zänkische, herrische Ehefrau von Hardy -  ihren bekanntesten und prominentesten Auftritt in dieser Rolle hatte sie in Laurel und Hardys bekanntestem Langspielfilm Die Wüstensöhne - oder mimte andere zumeist fiese, zwielichtige und arrogante weibliche Gegenspieler des Duos, wie etwa die Gattenmörderin in Oliver the Eighth. 
Busch war dreimal verheiratet, unter anderem mit dem Schauspieler Francis McDonald. Ihre letzte Ehe ging sie 1936 mit Thomas C. Tate ein. Sie starb nach längerer Krankheit 1946 im Alter von 54 Jahren in einem Krankenhaus im San Fernando Valley. Sie war die Tante der Schauspielerin Brenda Scott.

## Filmografie (Auswahl)
- 1912: The Agitator
- 1915: Love in Armor
- 1917: The Fair Barbarian
- 1919: The Grim Game
- 1920: The Devil’s Passkey
- 1921: A Parisian Scandal
- 1922: Törichte Frauen (Foolish Wives)
- 1922: Nur ein Ladenmädchen (Only a Shop Girl)
- 1923: Martyrium der Liebe (The Christian)
- 1923: Der Markt der Seelen (Souls for Sale)
- 1924: Die Frau, die betrogen wurde (The Shooting of Dan McGrew)
- 1924: Wer war der Vater? (Name the Man)
- 1925: Die unheimlichen Drei (The Unholy Three)
- 1925: Die Frau aus der Tiefe (Camille of the Barbary Coast)
- 1927: Love ’Em and Weep
- 1928: Wenn die Großstadt schläft (While the City Sleeps)
- 1929: Alibi
- 1929: Die brennende Nachbarin (Unaccustomed As We Are)
- 1931: Die Dame auf der Schulter (Chickens Come Home)
- 1931: Hosen runter (Come Clean)
- 1932: Doctor X
- 1932: Einsame Herzen (The Purchase Price)
- 1932: Dick und Doof adoptieren ein Kind (Their First Mistake)
- 1933: Die Wüstensöhne (Sons of the Desert)
- 1933: Lilly Turner
- 1934: Dick und Doof auf Freiersfüßen (Oliver the Eighth)
- 1934: Jene fernen Berge (Them Thar Hills)
- 1934: Der große Fang (Going Bye Bye)
- 1934: Das Geisterschiff (The Live Ghost)
- 1935: Dick und Doof als Scheidungsgrund (The Fixer Uppers)
- 1935: Die besudelte Ehre (Tit for Tat)
- 1936: Das Mädel aus dem Böhmerwald (The Bohemian Girl)
- 1938: The Buccaneer
- 1938: Marie-Antoinette
- 1940: Mädchen im Rampenlicht (Ziegfeld Girl)
- 1946: Die blaue Dahlie (The Blue Dahlia)